# Тачки (телепрограма)
"Тачки" — автомобільне шоу в ефірі телеканалу 1+1, у якому ведучий Ігор Посипайко випробовує автівки на міцність та витривалість. Під приціл "Тачок" потрапляють лише автомобілі преміум-класу, шедеври автопрому. Програма креативно "знущається" над автомобілями, влаштовує тест-драйви, іронічно та доступно розповідає про них. Прем'єра відбулася 16 березня 2013 року. Програма йде в ефірі 1+1 щосуботи.
|  | Ми показуємо машини так, як ви їх ще не бачили. Ми ламаємо, підриваємо і показуємо всі найкращі тачки цього світу. Ми не говоримо про технічні деталі машини, про диференціали, про підвіску, про щеплення, ми говоримо все те, що розуміють люди – валить чи не валить, переїжджає чи не переїжджає, на що воно схоже, як воно водиться і що з нею можна робити, - Ігор Посипайко. |

## Рубрики
Головний сюжет програми "Тачки" - це тест-драйв. Автори програми випробовують дорогі авто у робочих українських умовах. Наприклад, Land Rover Freelander 2 Ігор Посипайко тестував у лісі, як автомобіль для єгерів. В іншому випуску "Тачки" з'ясували, наскільки Jaguar XF підходить для українського бізнесу - заради цього Посипайко торгував з Jaguar на ринку та використовував його як караоке-таксі. А, наприклад, новенький Range Rover Autobiography "Тачки" порадили українському МОЗ використовувати замість УАЗів-"буханок", які зараз служать каретами медичної допомоги на сільських дорогах.
Зірковий тест-драйв - постійна рубрика автошоу "Тачки". В ній відомі люди за кермом Mitsubishi L200 долають екстремальний маршрут на спеціально облаштованій трасі. Траса має три пагорби, на які незручно підніматися і спускатися, ями з колодами, і чималю несподіванок для зіркових водіїв, як то стрілянина з пейнтбольних маркерів, вибухи петард чи задимлена дорога. Завдання водія - подолати трасу якомога швидше.
Під час зіркового тест-драйву Посипайко сидить на передньому пасажирському місці і коментує 
Також у "Тачках" є репортажі з найвідоміших у світі автосалонів.

## Цікаві факти
- "Тачки" - авторська розробка студії "МИ Produktion", засновником якої є Ігор Посипайко. На створення проекту команду надихнуло всесвітньо відоме автошоу Top Gear[3].
- Автомобілі для зйомок автоімпортери надають безкоштовно.
- Серед зірок, які брали участь у програмі, найкращим водієм Посипайко вважає актрису Руслану Писанку. Найгіршим водієм ведучий назвав дизайнера Андре Тана, під час тест-драйву з яким була реальна загроза розбитися[4].
- Позашляховик Mitsubishi L200, на якому проходить зірковий тест-драйв, за правилами програми, дозволено розбити вщент.
- Ігор Посипайко в житті їздить на Mini Cooper Countryman S.